# Judita Bavorská (795–843)
Judita Bavorská nebo Judita Welfská (795/805 – 19. nebo 23. dubna 843) byla druhá manželka franského krále a císaře Ludvíka I. Pobožného.
Judita se narodila jako dcera hraběte Welfa I. († 825) a Hedviky Bavorské (780–826), ženy z mocného saského rodu.
V únoru roku 819 se v Cáchách provdala za ovdovělého císaře Ludvíka I. Pobožného (778–840), syna císaře Karla Velikého a jeho druhé manželky Hildegardy, dcery hraběte Gerolda z Vinzgouw (první manželka Ludvíkova, Ermengarda z Hesbaye, s níž měl tři syny a tři dcery, zemřela roku 818). Z manželství Ludvíka a Judity se narodily dvě děti, dcera a syn:
- Gisela (820 – 5. července 874), manželka vévody Eberharda z Friuli;
- Karel II. Holý (13. června 823 – 5./6. října 877), král Západořímské říše, císař

Ludvík již záhy po svém nástupu na trůn v roce 814, tedy ještě před smrtí své první manželky a následným uzavřením druhého manželství, rozdělil říši zděděnou po Karlu Velikém mezi své tři syny; toto rozdělení zajistil v srpnu roku 817 na sněmu v Cáchách tím, že nechal schválit přijetí aktu Ordinatio imperii (O uspořádání říše). Podle něj vláda v říši byla rozdělena mezi Ludvíka a jeho tři syny takto: nejstarší Lothar dostal největší část říše (Itálie, Neustrie, Austrasie a četné oblasti v Německu – pozdější Středofranská říše) a stal se otovým spoluvládcem. Druhorozený Pipin dostal Akvitánii, toulouskou marku a také čtyři hrabství: Carcassonne v Septimanii, Autun, Avalon a Nevers v Burgundsku (v podstatě Západofranská říše); nejmladší syn Ludvík dostal Bavorsko a Korutany (Východofranská říše). Rozdělení bylo doplněno řadou podmínek, např. že državy mladších synů Ludvíkových v případě jejich smrti nepřejdou na jejich dědice, ale budu rozděleny mezi Lothara a zbylé žijící bratry.
Situace se ovšem změnila po uzavření nového manželství a narození dalšího syna. Judita zcela pochopitelně usilovala o zajištění nějakého podílu v říši a na vládě pro svého syna Karla. To ovšem vyvolalo konflikt s jejími nevlastními syny z Ludvíkova prvního manželství.
Roku 829 Ludvíkův nejstarší syn Lothar obvinil macechu z cizoložného svazku s Bernardem Septimanským, který údajně měl být i Karlovým otcem. Roku 830 další bratr, Pipin, oblehl otce a macechu v Compiègne. Císařský pár byl zajat a Judita byla zavřena do kláštera sv. Kříže v Poitiers. Vládu převzal nejstarší ze sourozenců Lothar, což se ovšem nelíbilo jeho mladším bratřím, Pipinovi i Ludvíku Němci, kteří otce osvobodili. Lothar byl po několikaleté válce, v níž ještě jednou v letech 833–834 získal vládu (Judita v té době byla ve vyhnanství v Tortoně), vypuzen do Itálie. Zřízení podílu pro Karla se uskutečnilo roku 838, po Pipinově smrti. Ludvík pominul dědická práva jeho syna, svého vnuka Pipina II. Akvitánského, a předal Akvitánii Karlovi.
Od doby Juditiny začíná kariéra Welfů ve franské říši; byla první osobou z tohoto rodu, který sehrál v říši významnou roli. Díky jejímu vlivu oba její bratři získali v císařství vysoké postavení a její sestra Emma se roku 827, ještě před konfliktem s Juditinými nevlastními syny, provdala za nejmladšího z nich Ludvíka.
Judita zemřela tři roky po svém manželovi, 19. dubna roku 843. Pohřbena byla v kostele sv. Martina v Tours.